# Senan Louis O’Donnell
Senan Louis O’Donnell (ur. 24 lutego 1927 w Scattery Island, zm. 12 kwietnia 2023 w Dún Laoghaire) – irlandzki duchowny rzymskokatolicki posługujący w Nigerii, w latach 1993-2003 biskup Maiduguri.

## Życiorys
Święcenia kapłańskie przyjął 17 lipca 1955. 18 września 1993 został prekonizowany biskupem Maiduguri. Sakrę biskupią otrzymał 18 listopada 1993. 28 lutego 2003 przeszedł na emeryturę.